# オットー・スヴェルドルップ (フリゲート)
オットー・スヴェルドルップ（ブークモール：KNM Otto Sverdrup, F 312）は、ノルウェー海軍のフリゲート。フリチョフ・ナンセン級フリゲートの3番艦。艦名は探検家オットー・スヴェルドルップに由来する。

## 艦歴
「オットー・スヴェルドルップ」は、スペイン企業のナバンティアフェロル造船所で建造され、2005年5月25日起工、2006年4月28日進水、2008年4月30日に就役する。
沿岸戦隊フリゲート隊に所属し、ハーコンスヴァーン海軍基地を母港としている。